# 世徒ゆうき
世徒 ゆうき（せと ゆうき）は、日本の漫画家。主にティーアイネットの成人向け漫画雑誌『COMIC MUJIN』『COMIC 夢幻転生』で執筆している。

## 概要
高い画力が評価され、とりわけフェラチオ描写にフェチとも云われるほど力を入れている。出版元によれば、発売された2冊の単行本（『ストリンジェンド』『アッチェレランド』）は成年漫画では異例の32万部の売り上げを記録したとされる（単行本帯に記載）。2009年4月には58万部を突破し（単行本帯に記載）、「成年コミック史に残る金字塔!」と銘打たれた。
一時期成年コミックから離れていた時期もあったが、『月刊COMIC MUJIN』2008年4月号で新作を発表以後、同誌にて活動を再開している。2014年9月にはアダルトゲームの制作に着手している。
洋楽カバーのアルバムのイラストを担当したこともある。

## 主な作品
以下のものは、全て成人向け。その他、不定期で『COMIC MUJIN』『COMIC 夢幻転生』の表紙イラストを手掛けている。

### 単行本
発売元：ティーアイネット
1. ストリンジェンド（2002年10月4日発売、ISBN 978-4-88774-076-1）[3]
  - MY BLOW JOBER 3 ACT 1（描き下ろし）
  - MY BLOW JOBER（COMIC MUJIN 2001年9月号）
  - MY BLOW JOBER 2（COMIC MUJIN 2001年12月号）
  - 姫ちゃんのチリソーダ（COMIC MUJIN 2002年1月号）
  - 姫ちゃんのウナマヨ（COMIC MUJIN 2002年6月号）
  - 飛ばし過ぎた遠藤君（COMIC MUJIN 2002年9月号）
  - トミジュウ（COMIC 真激 Vol.1 2002年1月号）
  - 丸木君の不運（COMIC MUJIN 2002年4月号）
  - 丸メガネの逆襲（COMIC 真激 Vol.2 2002年4月号）
  - Les Adieux.（未発表作品）
  - MY BLOW JOBER 3 ACT 2（描き下ろし）
  - MY BLOW JOBER 3 ACT 3（描き下ろし）
  - MY BLOW JOBER エピローグ（カバー下 描き下ろし）
2. アッチェレランド（2004年7月2日発売、ISBN 978-4-88774-121-8）[4]
  - after the Cafe part I（描き下ろし）
  - トライアングルカフェ（COMIC MUJIN 2003年1月号）
  - スクウェアカフェ 前編（COMIC MUJIN 2004年1月号）
  - スクウェアカフェ 後編（COMIC MUJIN 2004年3月号）
  - ミラーショット（COMIC MUJIN 2003年6月号）
  - 最後のパーツ（COMIC MUJIN 2003年8月号）
  - 少年グリエ（COMIC MUJIN 2004年6月号）
  - シュガートレイン（COMIC MUJIN 2003年3月号）
  - トミジョウ バブル崩壊（COMIC MUJIN 2003年10月号）
  - after the Cafe part II（描き下ろし）
  - after the Cafe part III（カバー下 描き下ろし）
3. ストレッタ（2008年9月5日発売、ISBN 978-4-88774-274-1）[5]
  - あるいはもののけ姫 -瑞穂-（描き下ろし）
  - あるいはもののけ姫 -亜松-（描き下ろし）
  - 僕は勉強ができない A面（COMIC MUJIN 2004年10月号）
  - 僕は勉強ができない B面（COMIC MUJIN 2004年12月号）
  - MBJ -みずほさんち-（COMIC MUJIN 2005年8月号）
  - 一線（COMIC MUJIN 2006年1月号）
  - ベッドのぬくもり（COMIC MUJIN 2005年4月号）
  - あるいはもののけ -前編-（COMIC MUJIN 2008年4月号）
  - あるいはもののけ -後編-（COMIC MUJIN 2008年8月号）
  - あるいはもののけ姫 -霧島-（描き下ろし）
  - あるいはもののけ姫 -三倉-（描き下ろし）
  - あるいはもののけ姫 -ルマ-（描き下ろし）
4. アラルガンド（2014年8月1日発売、ISBN 978-4-88774-526-1）[6]
  - ブックマーク 0（描き下ろし）
  - ブックマーク（COMIC MUJIN 2012年4月号）
  - ブックマーク 2（描き下ろし）
  - 姫ちゃんと烏 前編（COMIC MUJIN 2009年11月号）
  - 姫ちゃんと烏 後編（COMIC MUJIN 2010年6月号）
  - レベルC（COMIC MUJIN 2011年5月号）
  - レベルC マイナス（COMIC MUJIN 2013年8月号）
  - 375（COMIC MUJIN 2011年11月号）
  - 雨森の槍（COMIC MUJIN 2009年6月号）
  - 雨森の週末（COMIC MUJIN 2013年1月号）
  - 375 EXTRA EDITION（描き下ろし）
5. 千歳（2021年6月4日発売、ISBN 978-4-88774-812-5）[7]

単行本未収録
- 三倉さんの恋（COMIC MUJIN 2005年10月号）
- ラズベリー inc.（COMIC 夢幻転生 2016年9月号）
- 雨森ノート 前編（COMIC 夢幻転生 2017年6月号）
- 雨森ノート 後編（COMIC 夢幻転生 2017年12月号）

### アニメーション
発売元：ピンクパイナップル
- ストリンジェンド -エンジェルたちのプライベートレッスン-（全12巻／2006年1月 - 2012年4月）
- アッチェレランド -堕天使たちの囁き-（全4巻／2007年1月 - 2010年2月）
- ストリンジェンド&アッチェレランド ULTIMATUM -SERA-（全3巻／2008年5月 - 10月）
- ストレッタ -THE ANIMATION-（全2巻／2009年5月 - 7月）
- アラルガンド The Animation（2015年5月22日）